# توريانو
توريانو ( (بالسلوفينية: Tavorjana)‏ هي كومونا (بلدية) في مقاطعة أوديني في منطقة فريولي فينيتسيا جوليا الإيطالية ، وتقع على بعد حوالي 60 كلم شمال غرب ترييستي وحوالي 15كلم شمال شرق أوديني ، على الحدود مع سلوفينيا. اعتبارًا من 31 ديسمبر 2004 ، كان عدد سكانها 2301 نسمة وتبلغ مساحتها 34.9 كيلومتر مربع (13.5 ميل2) . وفقًا لتعداد عام 1971 ، فإن 24.5 ٪ من السكان هم من السلوفينيين .
تقع توريانو على حدود البلديات التالية: كوباريد (سلوفينيا) ، سيفيدال ديل فريولي ، فيديس ، مويماكو ، بولفيرو ، سان بيترو آل ناتيسوني .

## أنظر أيضا
- فريولي